# Jaboticatubas
Jaboticatubas es un municipio brasilero del estado de Minas Gerais. Su población medida en 2008 era de 16.248 habitantes. Pertenece a la Región Metropolitana de Belo Horizonte.